# وصيف الشرف (فلم)
وصيف الشرف (بالإنجليزية: Made of Honor) فيلم كوميديا رومانسية إنتاج 2008 بطولة باتريك ديمبسي وميشيل موناجان وأخراج بول وايلاند
بلغت ميزانية إنتاج الفيلم حوالي 40 مليون دولار، بينما حصد إيرادات اقتربت من الـ106 مليون دولار من عرضه حول العالم.

## قصة
منذ أكثر من عشر سنوات وصداقة قوية تجمع بين توم (باتريك ديمبسي) وهانا (ميشيل موناجان)، وعلى مدار الأحداث تظل هانا هي الشخص الأقرب لتوم؛ التي يثق في الاعتماد عليها أكثر من كل الفتيات اللاتي واعدهن، واللاتي يصل عددهن بالمئات، بينما تحبه هي من كل قلبها ولكن في صمت. يفاجأ توم بأن سفر هانا لمدة ستة أسابيع في رحلة عمل إلى سكوتلاند يفقده توازنه ويشعره بوحدة مريرة، وهو ما جعله يدرك أهمية هانا في حياته، مقررا أن يخبرها بحقيقة مشاعره تجاهها بمجرد عودتها ويطلب يدها للزواج. لكن خطط توم تذهب سدى عندما تسبقه هانا وتخبره بخطبتها من كولين (كيفين ماكيد) الشاب الإنجليزي الأنيق الذي تعرفت عليه بسكوتلاند، وأنهما ينويان الزواج خلال أسابيع؛ لتبدأ حياة جديدة معه بسكوتلاند. يزداد الطين بلّة عندما تطلب هانا من توم أن يعلب دور وصيفة الشرف في زفافها؛ لأنه الشخص الأقرب لها، والأكثر قدرة على تفهم طلباتها، وهو ما يقبله توم على مضض؛ ليثبت لهانا أن حبه لها غير مشروط، ويكون في صحبتها طوال الوقت لعلّه يتمكن من إقناعها بالعدول عن فكرة الزواج حتى ولو في اللحظة الأخيرة.

## وصلات خارجية
- مقالات تستعمل روابط فنية بلا صلة مع ويكي بيانات